# Julien Denis
Pour les articles homonymes, voir Denis.
Julien Denis, né le 20 mars 1886 et mort pour la France le 15 août 1914, est un footballeur français évoluant au poste de milieu de terrain ou de défenseur. Il est le frère de Victor Denis, également footballeur international.

## Carrière
Julien Denis évolue au RC Calais de 1904 à 1914. En 1908, il connaît sa première sélection en équipe de France de football.
Il affronte sous le maillot bleu lors d'un match amical l'Angleterre amateur le 23 mars 1908. Les Anglais s'imposent largement sur le score de douze buts à zéro. Sa seconde et dernière sélection intervient le 10 mai 1908 face aux Pays-Bas, toujours en amical. Les Néerlandais s'imposent sur le score de 4-1.
Lors de ce match, il est remplacé en deuxième mi-temps par son frère Victor Denis. Ce changement, non autorisé, a suscité la polémique à l'époque, les instances se demandant s'il n'y avait pas eu simulation de blessure de Julien Denis pour permettre à Victor Denis d'obtenir une première cape. Victor Denis, devenu un célèbre journaliste sportif, avouera en 1949 qu'il y avait bien eu simulation.
Sergent-major du 8e régiment d'infanterie lors de la Première Guerre mondiale, il meurt tué à l'ennemi le premier jour de la bataille de Dinant le 15 août 1914. Son lieu de sépulture n'est pas renseigné sur le site mémoire des hommes, mais il est probablement enterré au cimetière français de la citadelle de Dinant. 
Capitaine du Racing Club de Calais, son nom a été donné au stade de la ville à laquelle il est resté fidèle jusqu’à son départ à la guerre.